# Movimento della Sinistra Rivoluzionaria (Cile)
(Inno del MIR)
Il  Movimento della Sinistra Rivoluzionaria (in spagnolo Movimiento de Izquierda Revolucionaria, MIR) fu un movimento politico guerrigliero di estrema sinistra attivo in Cile dal 1965 e fino agli anni ottanta. In passato è stato considerato, anche da osservatori esterni, come un movimento terrorista, almeno fino al 1990, a volte paragonato alle FARC colombiane o alle Brigate Rosse italiane.
Il MIR è rinato come partito politico parlamentare di estrema sinistra nel 1997.

## Origini storiche
Il movimento nacque il 15 agosto del 1965 come unione di alcuni gruppi e individualità della sinistra cilena: il Partido Socialista Popular, la Vanguardia Revolucionaria Marxista - Rebelde, un settore del Partido Socialista Revolucionario, alcuni quadri sindacali della Central Única de Trabajadores de Chile fedeli a Clotario Blest (che presiedette il congresso), il gruppo anarchico "Libertario", alcuni quadri militanti delle Juventudes Comunistas che si erano allontanati da questa organizzazione (per esempio, Luciano Cruz). Come gruppo, la maggior parte (circa un terzo tra gli 80 membri che parteciparono al congresso) erano pero giovani militanti socialisti di Concepción, esclusi dal Partito Socialista dal senatore Rafael Ampuero, nel febbraio 1964, dopo aver formato una frazione clandestina denominata "Movimiento Socialista Revolucionario". La frazione lavorava per una radicalizzazione del programma politico del Partito Socialista, che essi consideravano come "riformista", ma non rivoluzionario. Questo gruppo era guidato da Miguel Enríquez e aveva le sue origini nella cellula socialista "Espartaco" all'interno del Partito Socialista di Concepción, una piccola struttura formata nel 1961 dal liberale di sinistra Marcello Ferrada de Noli e alla quale i fratelli Enríquez (Miguel e Marco Antonio), Bautista Van Schouwen e Jorge Gutiérrez Correa si unirono nel 1962. Il gruppo iniziava nel 1963 la pubblicazione di "Revolución", che è sopravvissuto negli ultimi anni del MIR.

## Lotta armata
Il congresso di fondazione del 1965 aveva approvato un documento intitolato "A la conquista del poder por la via insurreccional", documento più conosciuto come "La tesi insurrezionale". Gli autori erano Miguel Enríquez, suo fratello Marco Antonio e il suo amico d'infanzia Marcello Ferrada de Noli. Comunque, il documento si riferisce principalmente ad aspetti strategici d'importanza militare, ed è ispirato alle esperienze del Movimento del 26 luglio (Cuba), ma non rappresentava un'analisi ideologica uniforme. Nel II Congresso del 1967, il MIR legittimò il ricorso alla lotta armata e definì altresì l'ispirazione marxista-leninista del movimento. Nel 1970, quando al governo del Cile giunse la coalizione di sinistra Unidad Popular, il MIR sospese questa sua strategia di lotta, ma ebbe un ruolo determinante nello spingere il presidente socialista Salvador Allende a riforme difficilmente "sostenibili" per la situazione sociopolitica del tempo. Nel 1971, Allende invitò Miguel Enríquez, il leader del MIR, che esercitava la professione di medico, a prendere parte al suo governo come ministro della salute pubblica. Proposta gentilmente declinata da Enríquez, secondo un nipote di Allende.
Anche se operativi del MIR hanno compiuto molte azioni armate dirette, in particolare durante la Resistenza al Golpe cileno del 1973 di Augusto Pinochet, il MIR respinse il terrorismo come forma di lotta politica o militare.
Dato che il MIR proclamò fin dall'inizio di essere un'alternativa "rivoluzionaria" (comprendente la lotta armata) al Partito Comunista del Cile (PCC), accusato di essere "riformista" e di servire gli interessi geopolitici di Mosca, è stato fortemente osteggiato da quest'ultimo. Il PCC accusava infatti il MIR di essere una formazione "estremista", "nemica" degli interessi del popolo. Nel 1971, militanti armati del PCC assassinarono un dirigente universitario del MIR a Concepción, Arnoldo Ríos.  Nel 1977, durante la resistenza contro la dittatura di Pinochet, il MIR venne invitato a far parte di un fronte comune con il PCC e con il Partito Democratico Cristiano.

## Resistenza contro il golpe militare del 1973
Con il golpe di Augusto Pinochet (1973), il gruppo subì una feroce repressione e molti suoi militanti furono torturati, uccisi o annoverati tra i "desaparecidos". Miguel Enríquez, il segretario generale del MIR, fu ucciso in combattimento con le forze armate di Pinochet nell'ottobre 1974. Nonostante ciò, furono molte le azioni di resistenza armata eseguite durante il periodo della dittatura, finché contrasti interni, sanciti con la divisione in due gruppi di diversa impostazione strategica a seguito del IV Congresso, determinarono a poco a poco la frantumazione e la crisi del MIR. 
Dopo il 1989, con il ritorno della democrazia in Cile, il MIR, giudicato troppo estremista, venne emarginato dalla coalizione socialdemocratica e finì con lo sparire dalla realtà politica cilena, anche se alcune cellule rimasero operative, seguendo la strada della clandestinità.

## Rifondazione
Il MIR è stato rifondato come partito politico attivo nel 1997, durante il V congresso, e da allora è membro della coalizione di estrema sinistra cilena.